# Phaenobezzia probata
Phaenobezzia probata är en tvåvingeart som först beskrevs av Meillon 1937.  Phaenobezzia probata ingår i släktet Phaenobezzia och familjen svidknott. Inga underarter finns listade i Catalogue of Life.